# Kiáltás és kiáltás
A Kiáltás és kiáltás egy 1987-ben készült színes magyar nagyjátékfilm.

## Történet
1956-ban a vágóhídi hentest, Károlyt, felesége, Mária elhagyja. Sok-sok év után újra összetalálkoznak a közös munkahelyen és titokban találkozgatnak. Az együtt töltött hosszabb időtartamú hétvégéket közös szabadságkivéttel oldják meg, de feltűnik Mária korábbi szeretője, a volt ÁVH-s tiszt, Tibor, aki sehogyan sem tűri, hogy egykori szerelme már másé lett...

## Szereplők
- Gerencsér Károly (Jerzy Trela)
- Mária (Varga Mária)
- Tibor (Andorai Péter)
- Klempers (Ujlaki Dénes)
- Bözsi néni (Kádár Flóra)
- személyzetis (Molnár Piroska)
- rendőr (Székely B. Miklós)
- részeg az étteremben (Reviczky Gábor)
- elmeorvos (Dávid Kiss Ferenc)

További szereplők: Bánkúti Botond, dr. Cseh József, Dávid Ági, Hidvégi Attila, Hidvégi Levente, Paláncz Ferenc, Tóth József, Virág László.

## Díjak
- Legjobb játékfilm, Magyar Játékfilmszemle, 1988

## Információk
- Filmkatalógus http://www.filmkatalogus.hu/Kialtas-es-kialtas--f11466
- Filmarchívum http://archiv.magyar.film.hu/hmdb/filmek/32661/kialtas-es-kialtas.html